# Gerino da Pistoia

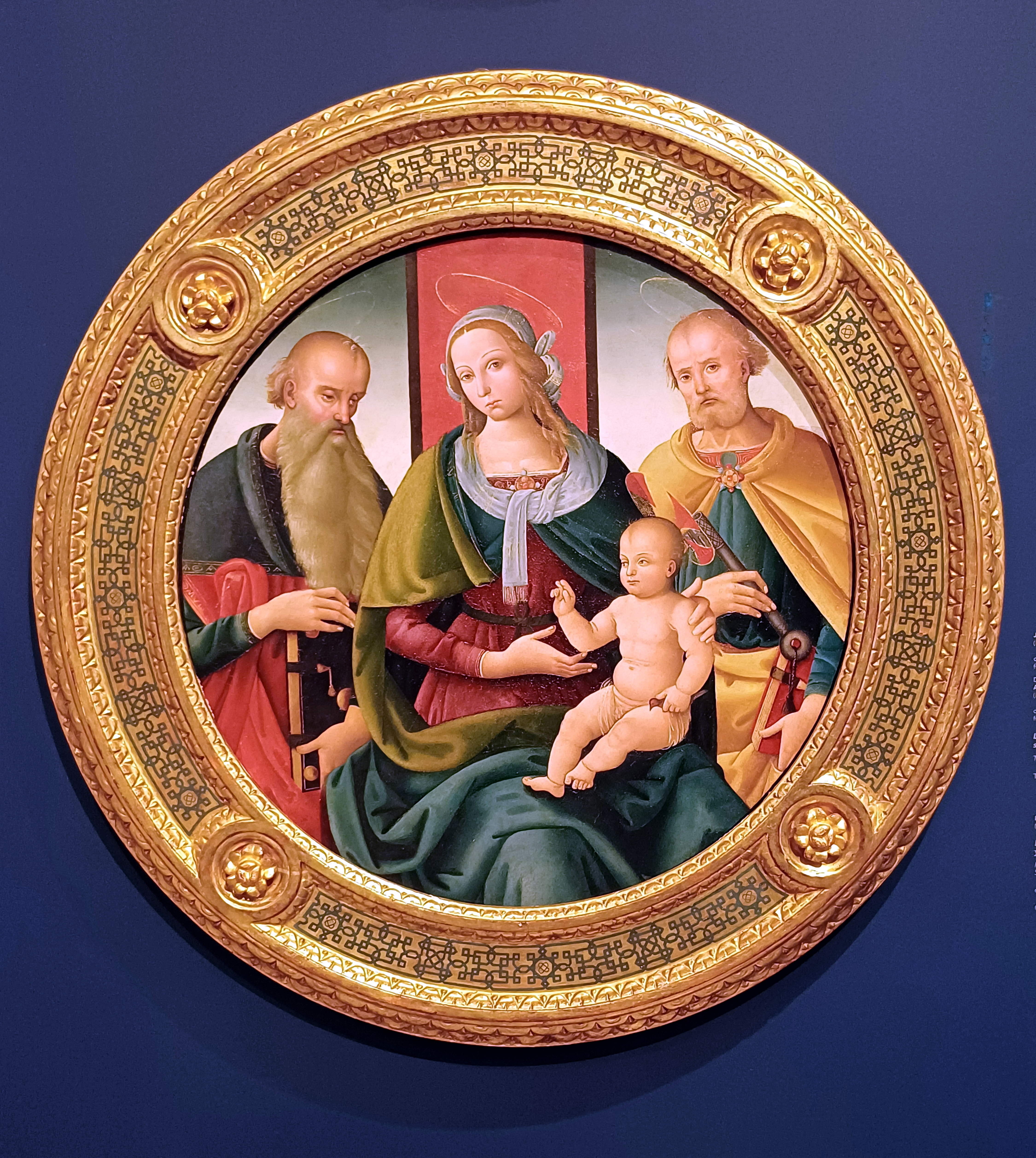
La Vierge à l'Enfant avec les saints Pierre et Paul.

Gerino di Antonio Gerini  dit Gerino da Pistoia (Pistoia, 1480 -  1529) est un peintre et dessinateur italien de la Renaissance, qui a été l'élève du Pérugin.

## Œuvres
- Madonna fra San Michele e San Pietro, dans l'annexe de l'oratoire de l'église San Alessandro de Milan
- Madone Soccorso (1502), gonfalon, Museo Civico di Sansepolcro
- S. Jacopo, sacristie de la basilique Madonna dell’Umiltà de Pistoia
- La Madonna con il Bambino tra Sant'Antonio Abate e San Nicola di Bari, église San Giorgio a Porciano, Lamporecchio
- La Moltiplicazione dei pani e dei pesci  (1513), fresque du réfectoire du couvent San Lucchese, Poggibonsi
- San Girolamo penitente, Museo pistoiese della Cattedrale di San Zeno
- Saints franciscains, cinquante médaillons, de son atelier (1501–1509), corridor du couvent du sanctuaire de  Chiusi della Verna
- Tableaux au Museo Civico di Sansepolcro.